# バウンドレス・インフォーマント
バウンドレス・インフォーマント（英:Boundless Informant）とは、アメリカ国家安全保障局（NSA）がインターネットや電話回線を傍受して得たメタデータの量を国ごとに表示し、分析するためソフトウェアである。本来はNSAが内部的に使用するための極秘のソフトウェアだが、2013年にエドワード・スノーデンがNSAの通信傍受（盗聴）の実態を明らかにするために内部告発し、イギリスの新聞「ガーディアン」が公表して存在が明らかになった。

## NSAのネット傍受の実態
バウンドレス・インフォーマント（無限の情報提供者）にはヒートマップ（分布図）を表示する機能があり、NSAがコンピューター・ネットワークや電話回線から収集した情報の量を世界地図上に色付きで表示することが出来る。トップシークレットの資料によると、2013年3月の収集量が最大の国を示す赤色の国はイランとパキスタンとヨルダンで、オレンジ色の国はエジプトとインドだった。トップ5に次ぐ中規模の収集量を示す黄色の国は中華人民共和国とアフガニスタン、イラク、サウジアラビア、ケニア、ドイツとアメリカ合衆国で、それに次ぐ黄緑色の国はトルコやイエメン、ブラジルだった。なお日本は暗い緑で最低レベルだった。収集したデータ数はイランが140億件/月で、パキスタンは135億件/月、ヨルダンは127億件/月、エジプトは76億件/月、インドは63億件/月だった。アメリカ合衆国は30億件/月で、全世界では970億件/月に達した。

## 歴史
2012年3月、下院軍事委員会のハンク・ジョンソン議員（民主党）が予算聴聞会で、NSA長官のケイス・アレクサンダー将軍に情報収集されたアメリカ人の人数の公表を求めたが、長官は拒絶した。2012年10月、上院情報委員会のロン・ワイデン議員（民主党）とマーク・ウダル議員（民主党）はNSAに抗議文を送って、概数の公表を求めた。2013年3月、上院情報委員会でロン・ワイデン議員がジェームズ・クラッパー アメリカ合衆国国家情報長官に「NSAは数百万のアメリカ人に関する数百万から数億のデータをどんな形であれ、少しでも収集してますか？」と質問した。クラッパー長官は「いいえ」と答えた。2013年6月、エドワード・スノーデンが内部告発を行い、NSAが3月にアメリカ合衆国内で30億件/月の情報収集を行なっていることを明らかにした。
NSAの広報官はNSAに人や場所を特定する能力はないと主張しているが、ガーディアンが入手した別の資料によると、IPアドレスの範囲を設定することが出来るので、国や都市などのおおよその場所は分かるという意見がある。またイラクや中華人民共和国と同じ扱いを受けたドイツのショックは大きかったようである。

## 表示するデータの種類
バウンドレス・インフォーマントが要約表示するのは、電子メールやインスタントメッセージの内容よりもメタデータだと言われている。メタデータにはDNIやDNRがあり、前者はPRISMなどが収集した電子的な監視プログラムの記録、後者はベライゾン・コミュニケーションズなどから入手した通話番号の記録（メタデータ）だと言われている。一方でNSAのデータ書庫「GM-PLACE」は機密指定（TS/SI/NOFORN）の問題で外国情報監視法（FISA）のデータは含まれないなど、バウンドレス・インフォーマントが表示できるデータは限られているようである。

## 使用技術
バウンドレス・インフォーマントはHadoopの分散ファイルシステムで実装されたNSAのデータ書庫「GM-PLACE」（post-FALLOUTやpost-TUSKATTIRE）にあるDNIやDNRメタデータを集めて、MapReduceで整形加工してから、Protocol Buffersオブジェクトにシリアル化して、CloudBaseにバルクインポートする。「MachineShop」にあるApache TomcatにホストされたアプリケーションはJava製で、CloudBaseにクエリを発行する。GUIはGoogle Web Toolkit製でSencha社のGXTを使用しており、GUIがトリガーになってクエリを発行する。開発チームに対する新機能の要望はイシュートラッカーのFlawmillで管理していると言う。